# Stephen Cunningham
Stephen Cunningham (* 1963 oder 1964) ist ein ehemaliger neuseeländischer Squashspieler.

## Karriere
Stephen Cunningham, der in Thames aufwuchs, stand 1986 und 1987 im Hauptfeld der British Open und schied beide Male in der ersten Runde ohne Satzgewinn aus. Von 1986 bis 1989 wurde er viermal in Folge Neuseeländischer Meister. Er nahm mit der neuseeländischen Nationalmannschaft 1987 und 1989 an der Weltmeisterschaft teil. 1987 erreichte er mit der Mannschaft das Endspiel gegen Pakistan. Er verlor seine Finalpartie gegen Umar Hayat Khan in drei Sätzen. Nach der Weltmeisterschaft im November 1989 beendete bereits im Alter von 25 Jahren seine Karriere. Seine höchste Platzierung in der Weltrangliste erreichte er mit Rang 42. Nach dem Ende seiner Karriere erwarb er einen Master of Business Administration und arbeitete unter anderem für den New Zealand Customs Service sowie das Ministerium für soziale Entwicklung.

## Erfolge
- Vizeweltmeister mit der Mannschaft: 1987
- Neuseeländischer Meister: 4 Titel (1986–1989)